# لیگ آزادگان ۹۳–۱۳۹۲
لیگ آزادگان ۹۳–۱۳۹۲ سیزدهمن دوره از مسابقات لیگ آزادگان است که با شرکت ۲۶ تیم در دو گروه ۱۳ تیمی برگزار شد و هر تیم ۲۴ بازی به صورت رفت و برگشت برگزار نمود.
تیم‌های اول هر گروه به صورت مستقیم به لیگ برتر صعود می‌کنند و برنده تیم‌های دوم هر گروه با تیم چهاردهم لیگ برتر مسابقه خواهند داد و برنده به عنوان تیم صعودکننده به لیگ برتر شناخته می‌شود.
قرعه کشی مربوط به گروه‌بندی تیم‌ها در ۳۱ مرداد ماه ۱۳۹۳ برگزار شد و از ۳۱ شهریور ۱۳۹۳ مسابقات آغاز شد.

## رویدادها

### شروع فصل
- یکی از ویژگی‌های این فصل از لیگ دسته یک سقوط چهار تیم از لیگ برتر فوتبال ایران به این مسابقات می‌باشد که شامل تیم‌های: آلومینیوم هرمزگان، صنعت نفت آبادان، پیکان و گهر زاگرس است.
- تیم‌های نفت گچساران، گیتی پسند، سیاه‌جامگان و بدر هرمزگان تیم‌هایی بودند که در پایان این فصل از مسابقات به لیگ دسته دو باشگاه‌های ایران سقوط کردند.

### تغییرات
- لیگ دسته یک آزادگان در اولین فصل شروع خود با ۲۶ تیم مسابقات را برگزار می‌نمود ولی از این فصل مسابقات را با ۲۸ تیم ادامه داد.
- سهمیه باشگاه مس سرچشمه توسط تیم پدیده خریداری شد و این تیم جایگزین مس سرچشمه در لیگ دسته یک این فصل شد.[۲]

### تغییرات در طول فصل
- در اواسط فصل نام تیم البدر به بدر تغییر یافت.
- محمد رویانیان امتیاز تیم سایپای شمال را خریداری نمود و نام این تیم را به پرسپولیس شمال تغییر داد.[۳][۴]

## تیم‌ها

### گروه الف
| تیم              | شهر      | ورزشگاه       | ظرفیت  | سرمربی           | توضیح             |
| ---------------- | -------- | ------------- | ------ | ---------------- | ----------------- |
| الوند همدان      | همدان    | قدس           | ۱۰٬۰۰۰ | عبدالرحیم خارزمی |                   |
| استقلال اهواز    | اهواز    | تختی          | ۳۰٬۰۰۰ | داود مهابادی     |                   |
| فولاد یزد        | یزد      | نصیری         | ۶٬۰۰۰  | مهدی دینورزاده   |                   |
| گهر              | درود     | تختی درود     | ۱۱٬۰۰۰ | محمد احمدزاده    |                   |
| گیتی پسند        | اصفهان   | فولادشهر      | ۲۰٬۰۰۰ | سامول داربینیان  |                   |
| گل‌گهر            | سیرجان   | امام علی      | ۲٬۰۰۰  | قاسم شاهبا       |                   |
| نساجی            | قائم شهر | وطنی          | ۱۵٬۰۰۰ | نادر دست نشان    |                   |
| نیروی زمینی      | تهران    | تختی تهران    | ۳۰٬۰۰۰ | بهمن خداکرم      |                   |
| پدیده            | مشهد     | ثامن          | ۳۵٬۰۰۰ | اکبر میثاقیان    | جایگزین مس سرچشمه |
| صنعت نفت         | آبادان   | تختی آبادان   | ۲۵٬۰۰۰ | ابراهیم قاسم‌پور  |                   |
| شهرداری یاسوج    | یاسوج    | تختی یاسوج    | ۵٬۰۰۰  | جواد زرینچه      |                   |
| سیاه جامگان      | مشهد     | ثامن          | ۳۵٬۰۰۰ | محمدرضا مهاجری   |                   |
| شهرداری بندرعباس | بندرعباس | تختی بندرعباس | ۱۰٬۰۰۰ | حمیدرضا فرزانه   |                   |

### گروه ب
| تیم             | شهر        | ورزشگاه        | ظرفیت  | سرمربی          | توضیح                |
| --------------- | ---------- | -------------- | ------ | --------------- | -------------------- |
| ابومسلم         | مشهد       | ثامن           | ۳۵٬۰۰۰ | علی حنته        |                      |
| آلومینیوم       | بندرعباس   | خلیج فارس      | ۲۰٬۰۰۰ | مجید نامجومطلق  |                      |
| بدر هرمزگان     | بندرلنگه   | تختی بندرلنگه  | ۵٬۰۰۰  | فریدون هردانی   |                      |
| ایرانجوان       | بوشهر      | شهید بهشتی     | ۱۵٬۰۰۰ | غلامرضا دلگرم   |                      |
| نفت گچساران     | گچساران    | نفت گچساران    | ۲٬۰۰۰  | محمدحسین ضیایی  |                      |
| نفت مسجدسلیمان  | مسجدسلیمان | تختی اهواز     | ۳۰٬۰۰۰ | بهروز مک وندی   |                      |
| مس رفسنجان      | رفسنجان    | شهدای نوش آباد | ۱۰٬۰۰۰ | وینگو بگوویچ    | جایگزین مس سونگون    |
| پاس همدان       | همدان      | قدس            | ۱۰٬۰۰۰ | محسن آشوری      |                      |
| پارسه تهران     | تهران      | کارگران        | ۵٬۰۰۰  | علیرضا امامی فر |                      |
| پیکان           | تهران      | تختی تهران     | ۳۰٬۰۰۰ | فرهاد کاظمی     |                      |
| پرسپولیس شمال   | قائم شهر   | شهید وطنی      | ۱۰٬۰۰۰ | ابراهیم طالبی   | جایگزین سایپای شمال  |
| راهیان کرمانشاه | کرمانشاه   | آزادی          | ۷٬۰۰۰  | احمد سنجری      |                      |
| یزد لوله        | یزد        | نصیری          | ۶٬۰۰۰  | محمود امیری     | جایگزین سنگ آهن بافق |

## جدول

### گروه الف
| رتبه | تیم               | بازی | برد | مساوی | باخت | زده | خورده | تفاضل | امتیاز | توضیحات                      |
| ---- | ----------------- | ---- | --- | ----- | ---- | --- | ----- | ----- | ------ | ---------------------------- |
| ۱    | پدیده (ق) (ص)     | ۲۴   | ۱۲  | ۱۰    | ۲    | ۳۲  | ۱۵    | ۱۷+   | ۴۶     | صعود به لیگ برتر ۹۴–۱۳۹۳     |
| ۲    | سیاه‌جامگان (۱/۴)  | ۲۴   | ۱۲  | ۹     | ۳    | ۲۷  | ۱۷    | ۱۰+   | ۴۵     | رفتن به یک چهارم             |
| ۳    | نساجی مازندران    | ۲۴   | ۱۰  | ۷     | ۷    | ۲۷  | ۲۲    | ۵+    | ۳۷     |                              |
| ۴    | صنعت نفت          | ۲۴   | ۹   | ۸     | ۷    | ۲۴  | ۲۰    | ۴+    | ۳۵     |                              |
| ۵    | گیتی پسند         | ۲۴   | ۹   | ۸     | ۷    | ۲۹  | ۲۸    | ۱+    | ۳۵     |                              |
| ۶    | شهرداری بندرعباس  | ۲۴   | ۹   | ۶     | ۹    | ۲۳  | ۲۱    | ۲+    | ۳۳     |                              |
| ۷    | گل گهر            | ۲۴   | ۸   | ۸     | ۸    | ۲۹  | ۲۲    | ۷+    | ۳۲     |                              |
| ۸    | استقلال اهواز     | ۲۴   | ۷   | ۱۰    | ۷    | ۲۷  | ۲۹    | ۲-    | ۳۱     |                              |
| ۹    | نیروی زمینی       | ۲۴   | ۹   | ۱۴    | ۱    | ۲۵  | ۲۷    | ۲۲-   | ۳۱     |                              |
| ۱۰   | فولاد یزد         | ۲۴   | ۶   | ۱۱    | ۷    | ۲۰  | ۱۸    | ۲+    | ۲۹     |                              |
| ۱۱   | شهرداری یاسوج (س) | ۲۴   | ۶   | ۱۰    | ۸    | ۲۱  | ۲۳    | ۲-    | ۲۸     | سقوط به لیگ دسته دوم ۹۴-۱۳۹۳ |
| ۱۲   | الوند همدان (س)   | ۲۴   | ۵   | ۷     | ۱۲   | ۲۳  | ۳۴    | ۱۱-   | ۲۲     | سقوط به لیگ دسته دوم ۹۴-۱۳۹۳ |
| ۱۳   | گهر زاگرس (س)     | ۲۴   | ۲   | ۶     | ۱۶   | ۱۵  | ۴۶    | ۳۱-   | ۱۲     | سقوط به لیگ دسته دوم ۹۴-۱۳۹۳ |

نحوه قرار گرفتن در جدول: 1st امتیاز؛ 2nd تفاضل گل؛ 3rd گل زده.
# = رتبه در جدول؛ بازی = تعداد بازی؛ برد = بازی‌های برده؛ مساوی = بازی‌های مساوی؛ باخت = بازی‌های باخته؛ زده = گل زده؛ خورده = گل خورده؛ تفاضل = تفاضل گل؛ امتیاز = امتیاز گرفته؛ 
(ق) = قهرمان؛ (س) = سقوط کرده؛ (ص) = صعود به رده بالاتر؛ (پ) = رفتن به پلی آف؛ (۱/۴) = رفتن به ۱/۴

### گروه ب
| رتبه | تیم                | بازی | برد | مساوی | باخت | زده | خورده | تفاضل | امتیاز | توضیحات                      |
| ---- | ------------------ | ---- | --- | ----- | ---- | --- | ----- | ----- | ------ | ---------------------------- |
| ۱    | نفت مسجدسلیمان (ص) | ۲۴   | ۱۲  | ۷     | ۵    | ۳۱  | ۲۲    | ۹+    | ۴۳     | صعود به لیگ برتر ۹۴–۱۳۹۳     |
| ۲    | پیکان (ص) (۱/۴)    | ۲۴   | ۱۲  | ۴     | ۸    | ۳۵  | ۲۴    | ۱۱+   | ۴۰     | رفتن به یک چهارم             |
| ۳    | پارسه تهران        | ۲۴   | ۱۰  | ۹     | ۵    | ۲۷  | ۲۱    | ۶+    | ۳۹     |                              |
| ۴    | ایرانجوان          | ۲۴   | ۹   | ۱۱    | ۴    | ۲۹  | ۲۱    | ۸+    | ۳۸     |                              |
| ۵    | مس رفسنجان         | ۲۴   | ۸   | ۱۱    | ۵    | ۲۸  | ۲۱    | ۷+    | ۳۵     |                              |
| ۶    | آلومینیوم          | ۲۴   | ۸   | ۷     | ۹    | ۲۸  | ۲۰    | ۸+    | ۳۱     |                              |
| ۷    | نفت گچساران        | ۲۴   | ۷   | ۱۰    | ۷    | ۲۸  | ۲۷    | ۱+    | ۳۱     |                              |
| ۸    | راهیان             | ۲۴   | ۸   | ۷     | ۹    | ۲۳  | ۲۹    | ۶-    | ۳۱     |                              |
| ۹    | پاس                | ۲۴   | ۸   | ۵     | ۱۱   | ۲۲  | ۲۸    | ۶-    | ۲۹     |                              |
| ۱۰   | یزد لوله           | ۲۴   | ۶   | ۱۰    | ۸    | ۲۱  | ۲۱    | ۰     | ۲۸     |                              |
| ۱۱   | بدر (س)            | ۲۴   | ۹   | ۱۴    | ۱    | ۲۱  | ۳۰    | ۹-    | ۲۵     | سقوط به لیگ دسته دوم ۹۴-۱۳۹۳ |
| ۱۲   | ابومسلم (س)        | ۲۴   | ۴   | ۱۰    | ۱۰   | ۲۷  | ۴۰    | ۱۳-   | ۲۲     | سقوط به لیگ دسته دوم ۹۴-۱۳۹۳ |
| ۱۳   | پرسپولیس شمال (س)  | ۲۴   | ۴   | ۷     | ۱۳   | ۲۶  | ۴۲    | ۱۶-   | ۱۹     | سقوط به لیگ دسته دوم ۹۴-۱۳۹۳ |

نحوه قرار گرفتن در جدول: 1st امتیاز؛ 2nd تفاضل گل؛ 3rd گل زده.
# = رتبه در جدول؛ بازی = تعداد بازی؛ برد = بازی‌های برده؛ مساوی = بازی‌های مساوی؛ باخت = بازی‌های باخته؛ زده = گل زده؛ خورده = گل خورده؛ تفاضل = تفاضل گل؛ امتیاز = امتیاز گرفته؛ 
(ق) = قهرمان؛ (س) = سقوط کرده؛ (ص) = صعود به رده بالاتر؛ (پ) = رفتن به پلی آف؛ (۱/۴) = رفتن به ۱/۴

## بازی حذفی
| تیم ۱ | نتیجه نهایی | تیم ۲     | بازی رفت | بازی برگشت      |
| ----- | ----------- | --------- | -------- | --------------- |
| پیکان | ۳–۱         | سیه‌جامگان | ۰–۰      | ۳–۱ (وقت اضافه) |

## فینال
| تیم ۱           | نتیجه | تیم ۲ | توضیح |
| --------------- | ----- | ----- | ----- |
| نفت مسجد سلیمان | ۰–۱   | پدیده |       |

## برترین گلزنان
| رتبه | بازیکن          | باشگاه        | گل |
| ---- | --------------- | ------------- | -- |
| ۱    | مختار جمعه زاده | گل گهر        | ۱۵ |
| ۲    | امین قاسمی نژاد | گیتی پسند     | ۱۰ |
| ۳    | رضا طاهری       | استقلال اهواز | ۹  |
| ۳    | یونس شاکری      | پدیده شاندیز  | ۹  |
| ۴    | قاسم اکبری      | الوند همدان   | ۸  |

| رتبه | بازیکن         | باشگاه        | گل |
| ---- | -------------- | ------------- | -- |
| ۱    | مهدی طارمی     | ایرانجوان     | ۱۲ |
| ۱    | پیمان رنجبری   | نفت گچساران   | ۱۲ |
| ۳    | سهیل هزارجریبی | پرسپولیس شمال | ۱۰ |
| ۴    | فرهاد سالاروند | مس رفسنجان    | ۸  |

## پیوندها
- Persian Gulf Cup 2013–14
- Hazfi Cup 2013–14
- سوپر جام فوتبال ایران